# 左萱

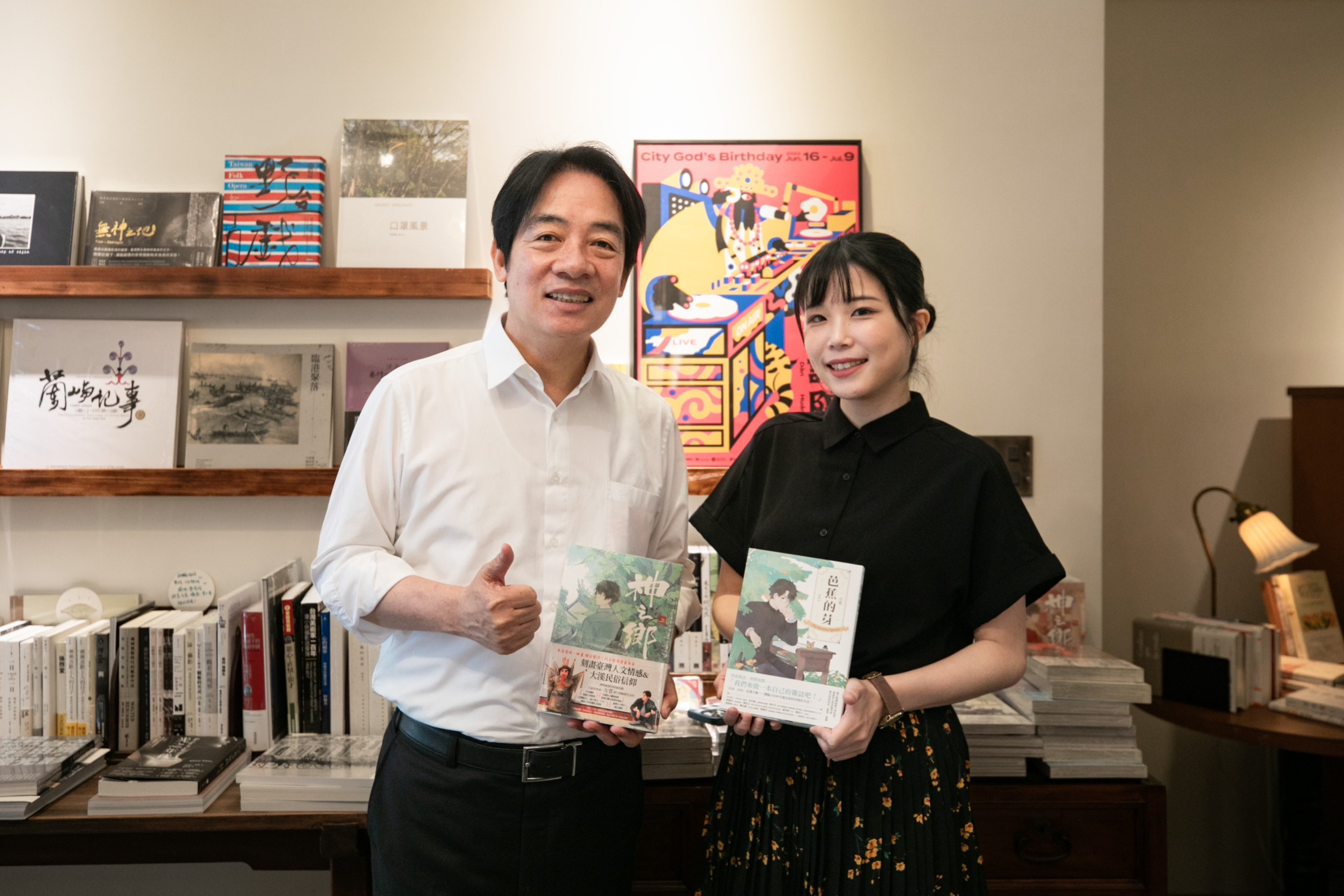
左萱與時任副總統賴清德合影

左萱，台灣女性漫畫家、插畫家。2015年，以漫畫作品《神之鄉》出道，描寫作者自己家鄉桃園大溪，於農曆6月24日，關聖帝君誕辰，舉辦的廟會慶祝活動。《神之鄉》於2020年，被改編成同名電視劇《神之鄉》。

## 獎項
以漫畫作品《神之鄉》，榮獲第10屆日本國際漫畫賞銅獎。

## 作品列表

### 單行本
- 神之鄉
- 五味八珍的歲月
- 芭蕉的芽

## 外部連結
- 左萱的Facebook專頁
- 左萱的X（前Twitter）
- 左萱的Instagram帳戶